# James McCulloch
Pour les articles homonymes, voir McCulloch.
James McCulloch, né le 18 mars 1819 et mort le 31 janvier 1893, est un homme politique australien, cinquième Premier ministre du Victoria.

## Biographie
McCulloch est né à Glasgow. Il n'avait fréquenté que l'école primaire et, adolescent, travailla dans différents magasins avant de devenir associé minoritaire dans une entreprise de produits périssables. En 1853, il arriva à Melbourne pour ouvrir une filiale de sa société, qui devint plus tard McCulloch, Sellar and Co. Dans les conditions d'explosion économique du Victoria avec la ruée vers l'or, il devint très vite un homme riche et le directeur de plusieurs banques et d'autres sociétés. Il fut président de la Chambre de commerce de 1856 à 1857 et de 1862 à 1863. 
McCulloch fut nommé membre du Conseil législatif en septembre 1854. Lorsque le Victoria obtint un gouvernement responsable en 1856, il fut élu député de Wimmera qu'il a représenté jusqu'en 1859, date à laquelle il a représenté Melbourne. Il a ensuite représenté Mornington et Warrnambool. 
L'historien Raymond McCulloch Wright le décrit comme un "libéral prudent". Il a été ministre du commerce et des douanes de 1857 à 1858 dans le gouvernement William Haines puis ministre des finances de 1859 à 1860 de William Nicholson. Lorsque le gouvernement conservateur de John O'Shanassy démissionna en juin 1863, McCulloch devint premier ministre et secrétaire colonial. Il a également été Postmaster General de 1864 à 1868. 
Le gouvernement libéral McCulloch fut le plus solide que le Victoria n'avait jamais vu et s'est révélé être celui qui a duré le plus longtemps, tenant pendant près de cinq ans. Une grande partie de sa capacité de réforme est venue du ministre de la justice, George Higinbotham, un radical opiniâtre. Le gouvernement McCulloch a mené une série de batailles contre les propriétaires terriens conservateurs qui étaient majoritaires au Conseil législatif. Le problème le plus important était celui des droits de douane; McCulloch était protectionniste alors que le Conseil était contrôlé par les libres-échangistes. 
En 1865, le Conseil se lança dans une confrontation avec l'Assemblée en rejetant le projet de loi des finances et en bloquant les dépenses de fonctionnement du gouvernement. McCulloch, qui était administrateur de la Banque de Londres, prit la décision de faire prêter 860 000 livres par la banque à son propre gouvernement. Après l'échec d'un vote des deux Chambres réunies, McCulloch provoqua une élection en février 1866, au cours de laquelle ses partisans obtinrent une écrasante majorité à l'Assemblée. Lorsque le Conseil rejeta de nouveau son projet de loi tarifaire, il démissionna, laissant le gouverneur, Sir Charles Darling, incapable de trouver quelqu'un d'autre pour former un gouvernement. Enfin, après des négociations prolongées, McCulloch décida de reprendre ses fonctions et le Conseil adopta un projet de loi tarifaire légèrement modifié et le vote des dépenses du gouvernement. Les deux parties revendiquèrent la victoire, mais la plupart des concessions avaient été faites par le Conseil.
En 1867, une autre crise éclata lorsque le Conseil rejeta de nouveau le budget du gouvernement, car il contenait un article accordant une pension de retraite au gouverneur Darling, ce que les conservateurs prétendirent être un paiement pour sa collusion avec McCulloch dans ses méthodes peu orthodoxes de financement du gouvernement. McCulloch provoqua une nouvelle élection en février 1868, qui lui valut d'être confortablement réélu. Mais, en mai des instructions du ministre des Colonies à Londres, le duc de Buckingham, demandèrent au nouveau gouverneur, Sir John Manners-Sutton, de soutenir le Conseil et de bloquer la retraite de Darling. 
McCulloch démissionna à nouveau et le gouverneur demanda à un conservateur membre du Conseil, Charles Sladen, de former un gouvernement qui n'eut pas de majorité à l'Assemblée. Cette négation de démocratie provoqua des protestations et mena à une situation dangereuse qui se résolut seulement en juillet lorsque le ministre des colonies changea d'avis sur la pension de Darling et que le Conseil accepta un projet de loi de réforme modérée pour élargir sa base électorale. McCulloch reprit son poste, mais sans Higinbotham, qui désapprouva ce compromis. 
McCulloch est resté en fonction jusqu'en septembre 1869, et a été de nouveau premier ministre d'avril 1870 à juin 1871 et d'octobre 1875 à mai 1877 mais ces périodes ont été relativement calmes. Sa principale réalisation au cours de ces périodes fut de faire voter une loi abolissant tout financement gouvernemental aux écoles religieuses, une mesure qui fut appuyée par toutes les confessions, sauf les anglicans, car elle supprimait tout contrôle gouvernemental sur les écoles privées. Le gouvernement McCulloch essaya de faire voter un projet de loi visant à créer un système d'écoles publiques laïques et gratuites mais les catholiques et les anglicans unirent leurs forces pour la bloquer. 
McCullch devint de plus en plus conservateur après 1870 et en 1875 il mena une politique qui le brouilla avec Higinbotham. Fatigué et désabusé, il démissionna du Parlement en 1878. En 1886, il prit sa retraite en Angleterre et est décédé à Epsom, dans le Surrey en 1893.

## Source
- (en) Cet article est partiellement ou en totalité issu de l’article de Wikipédia en anglais intitulé « James McCulloch » (voir la liste des auteurs).